# شوربلاغ سفلي
شوربلاغ سفلي هي قرية في مقاطعة بل دشت، إيران. يقدر عدد سكانها بـ 505 نسمة بحسب إحصاء 2016.